# Горох 'Памяти Хангильдина'
'Памяти Хангильдина' — ранний, высокопродуктивный, засухоустойчивый, устойчивый к полеганию сорт гороха. Включён в Госреестр по Волго-Вятскому и Уральскому регионам РФ.
Сорт назван в честь Хангильдина Васих Хайдаровича — основателя селекционной науки в Башкортостане, почетного академика АН РБ.

## Происхождение
Сорт гороха 'Памяти Хангильдина' выведен в Башкирском научно-исследовательском институте сельского хозяйства путём отбора сортов гибридной популяции гороха 'Чишминский 95' и 'Усач'. Отцовский компонент — усатый тип листа, а материнский — раннеспелость, высокая урожайность, неосыпающиеся семена.

## Характеристика сорта
Особенности сорта гороха 'Памяти Хангильдина' — безлисточковый, неосыпающийся. Хорошо развиты прилистники. Имеет два белых цветка на узел, бобы прямые, с легким изгибом и тупой верхушкой, шаровидные семена, желтые семядоли. Высокая устойчивость к полеганию и засухе.
Средняя урожайность — 22,8 ц/га. Максимальная урожайность — 38,8 ц/га (2011 г. в Республике Марий Эл).
Строки всхода — 33 дня, созревания — 64 дня. Вегетационный период составляет 62-80 дней. Высота растений сорта — 50-86 см. Масса 1000 семян — 210—269 г. Содержание белка в зерне 22,1-23,9 %.
Поражение аскохитозом и ржавчиной поражался средне, корневыми гнилями в полевых условиях поражается сильно.
Рекомендован для возделывания в Свердловской области, Республиках Удмуртия и Республике Башкортостан